# Casey Malone
Casey Malone (né le 6 avril 1977 à Wheat Ridge, Colorado) est un athlète américain, spécialiste du lancer du disque.
Sa meilleure performance est de 66,58 m réalisés à Greeley, Colorado, en mai 2002.
Il remporte les Championnats des États-Unis 2009, avec 64,99 m.